# Windhoek-Suiderhof
Suiderhof (afrikaans für Südlicher Hof) ist eine Vorstadt von Windhoek und liegt im südlichen Teil der Stadt. Es grenzt im Norden an das südliche Industriegebiet, im Süden an die Windhoeker Vorstadt Olympia und im Osten an Auasblick.
Suiderhof ist traditionell ein Stadtteil der afrikaanssprachigen Bevölkerung der Mittelschicht und wird von Einzelhäusern, kleineren Unternehmen und wenig Industrie gekennzeichnet. Hier befindet sich auch eine der größten Kasernen der Namibian Defence Force im Land.